# Gymnopilus microloxus
Gymnopilus microloxus là một loài nấm thuộc họ Cortinariaceae.